# ベンチャー
ベンチャーとは、企業として新規の事業へ取り組むことをいう。このような事業をベンチャービジネス（英: venture business）という。事業は新規に起業したベンチャー企業によって行われるものを指すことが多いが、既存の企業が新たに事業に取り組む場合も含む。

## 概説
「ベンチャービジネス」という言葉は、元法政大学総長で日本ベンチャー学会特別顧問の清成忠男らによって概念が創りだされた和製英語である。新聞などではVBと表記される事が多い。英語では "startup company", "startup" と呼ばれ、近年では日本でも「スタートアップ」という言葉が主にIT業界で使用されるようになっている。ベンチャーとスタートアップを区別する場合もあるが、日本ではその差は明確にされないことが多い。
ベンチャーは新規の起業が想起されることが多いが、起業だけでなく既存の大企業が新たな取り組みに挑戦することも含む。
企業によるベンチャーには次のような期待がある。
1. 新たな市場分野の開拓[1]
2. 新規の雇用の創出[1]
3. 新たな技術やビジネスモデル（イノベーション）の創出[1]

特に、ビジネスモデル（イノベーション）の創出に関しては、森正弥は、規制や業界の常識を覆すことが必要であり、ベンチャー（スタートアップ）の企画力・実行力が重要になってきていると指摘している。

## アメリカ合衆国
1990年代後半、アメリカ合衆国のシリコンバレーでベンチャー企業が急成長した。背景には、起業家と投資家の役割分担があったとされる。シリコンバレーでの起業家の多くは、大学で最先端の技術を学んだ若者で、意欲と時間は充分にあるが、資金を有していなかった。彼らは新しい技術やアイディアを元にビジネスプランを作成しエンジェル (angel = 天使)と呼ばれる投資家を探す。投資家は、かつての起業家でもあり成長を見込める企業で利益を望んで投資する。
出資の形態は、起業家が作る新会社の株式を購入するという形を取るため、成功すれば企業価値が向上して株式売却益が得られる（失敗すれば元手は消滅する）。また、起業家と投資家は株式を媒体とした有限責任の関係なので、債務を背負うことも無く次の起業に挑戦することができた。
アメリカでは民間雇用の約1割がベンチャー企業による雇用創出であり雇用政策においても重要な位置を占める。

## 日本

### 歴史
- 第一次ベンチャーブーム（1970年代）
  - 1963年（昭和38年）に東京中小企業投資育成など中小企業投資育成会社の設立、日本証券業協会が店頭登録制度（店頭市場：現在のJASDAQ）を創設したことなどにより、ベンチャーの創業が活発化する。株式公開を果たした企業もあった。
  - 1971年（昭和46年）に日本ベンチャー・ビジネス協会が設立された（1975年に現在のベンチャー・エンタープライズ・センターへ吸収され、新しい組織として設立）。

- 第二次ベンチャーブーム（1980年代）
  - エレクトロニクス、メカトロニクスなどのハイテクブームを背景として、ベンチャーの創業が活発化した。
  - ベンチャーキャピタルの設立が増加した。

- バブル経済崩壊以降（2000年前後）
  - 経済構造の変化、情報技術の進展、規制緩和などを背景として、一時期、創業が活発化した。
  - 大学と中小企業との連携が一部で見られた。
  - 施設としてのインキュベーターが増加した。
  - 東京都渋谷・港両区に本社を置く企業が多かった。

### 資金の調達
日本などでは、従来から資金調達が主に銀行などの間接金融に限られるため、経験の少ない個人や、失敗歴のある顧客との取引がされにくい。貸与された資金は、失敗すれば多額の借金を背負うことになり、現在までそのスタイルはほとんど変わらない。

### 支援施策
- 総務省
  - 国立研究開発法人情報通信研究機構／情報通信ベンチャー支援センター
- 経済産業省
  - 独立行政法人中小企業基盤整備機構
  - 独立行政法人日本貿易振興機構 ベンチャー・インキュベーション
  - 独立行政法人情報処理推進機構
  - 財団法人ベンチャーエンタープライズセンター
- 厚生労働省
- 文部科学省
- 財団法人中小企業ベンチャー振興基金
- 社団法人ニュービジネス協議会
- 社団法人日本パーソナルコンピュータソフトウェア協会
- 東京商工会議所
  - 東商ベンチャーカレッジ
- 企業発ベンチャー協議会

### 大学発ベンチャー
近年では、東京大学、慶應義塾大学をはじめとした研究規模・領域の広い大学から多くのベンチャー企業が輩出されている。
経済産業省によって「大学発ベンチャー1000社計画」も実施された。
大学発ベンチャー設立数上位校
- 2023年度（令和5年度）までの累計
- 現在活動中の数（＝設立数－廃業数）

| 順位 | 大学名       | 企業数 |
| ---- | ------------ | ------ |
| 1    | 東京大学     | 420    |
| 2    | 慶應義塾大学 | 291    |
| 3    | 京都大学     | 273    |
| 4    | 大阪大学     | 252    |
| 5    | 筑波大学     | 236    |
| 6    | 東北大学     | 199    |
| 7    | 東京理科大学 | 191    |
| 8    | 早稲田大学   | 145    |
| 9    | 名古屋大学   | 143    |
| 10   | 立命館大学   | 135    |

### スタートアップ担当大臣
2022年8月1日に、成長戦略の1つである新興企業（スタートアップ）支援の司令塔となる「スタートアップ担当大臣」を岸田内閣の下に新設した。
| スタートアップ担当大臣 | スタートアップ担当大臣 | スタートアップ担当大臣 | スタートアップ担当大臣 | スタートアップ担当大臣 | スタートアップ担当大臣 | スタートアップ担当大臣 | スタートアップ担当大臣 | スタートアップ担当大臣 |
| 代                     | 氏名                   | 氏名                   | 内閣                   | 内閣                   | 就任日                 | 退任日                 | 党派                   | 備考                   |
| ---------------------- | ---------------------- | ---------------------- | ---------------------- | ---------------------- | ---------------------- | ---------------------- | ---------------------- | ---------------------- |
| 1                      |                        | 山際大志郎             | 第2次岸田内閣          | 第2次岸田内閣          | 2022年8月1日           | 2022年8月10日          | 自由民主党             |                        |
| 2                      |                        | 山際大志郎             | 第1次改造内閣          | 2022年8月10日          | 2022年10月24日         |                        | 自由民主党             |                        |
| 3                      |                        | 後藤茂之               | 第1次改造内閣          | 2022年10月25日         | 2023年9月13日          |                        | 自由民主党             |                        |
| 4                      |                        | 新藤義孝               | 第2次改造内閣          | 2023年9月13日          | 2024年10月1日          |                        | 自由民主党             |                        |
| 5                      |                        | 赤沢亮正               | 第1次石破内閣          | 第1次石破内閣          | 2024年10月1日          | 2024年11月11日         | 自由民主党             |                        |
| 6                      | 第2次石破内閣          | 第2次石破内閣          | 2024年11月11日         | 現職                   |                        |                        | 自由民主党             |                        |